# Rau mác thon
Rau mác thon (danh pháp khoa học Monochoria hastata) là một loài thực vật có hoa trong họ Pontederiaceae. Loài này được (L.) Solms miêu tả khoa học đầu tiên năm 1883.